# Санто-Адріано
Санто-Адріано (ісп. Santo Adriano, аст. Santu Adrianu) — муніципалітет в Іспанії, у складі автономної спільноти Астурія. Населення — 253 осіб (2009).
Муніципалітет розташований на відстані близько 370 км на північний захід від Мадрида, 12 км на південний захід від Ов'єдо.
Муніципалітет складається з таких паррокій: Кастаньєдо-дель-Монте, Лаварес, Туньйон, Вільянуева.

## Демографія
Динаміка населення (INE ):

## Галерея зображень

Розташування муніципалітету
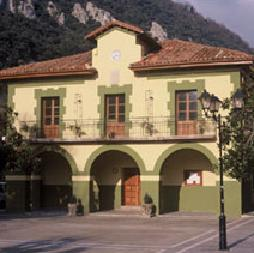
Муніципальна рада